# 金沢和夫
金沢 和夫（かなざわ かずお、別表記 : 金澤 和夫、1956年 <昭和31年>7月4日 - ）は、日本の地方公務員、自治・国土交通・総務官僚。熊本県副知事、同省官房審議官、兵庫県副知事を歴任。

## 人物・経歴
神奈川県出身。栄光学園 (23期)、東京大学法学部卒業。1979年 自治省入省。1994年  (平成6年) 4月 山形県遊佐町助役、1998年４月 兵庫県総務部次長兼財政課長、同総務部長、阪神・淡路大震災からの復旧・復興を最優先に徹底した事業見直し、行財政改革を行った。後に同企画管理部企画調整局長、同企画管理部長。2002年4月 国土交通省航空局飛行場部環境整備課長、2004年6月 　熊本県副知事、2008年7月 内閣府地方分権改革推進委員会事務局次長、2010年1月 総務省大臣官房審議官（財政制度・財務担当）。
2010年3月 五百蔵俊彦の後任として兵庫県副知事。兵庫県障害者スポーツ協会理事長。2016年3月 「姫路における県立病院のあり方に関する検討委員会」の報告書を受け、兵庫県立姫路循環器病センターと製鉄記念広畑病院との統合再編、新病院 (現・兵庫県立はりま姫路総合医療センター) 設立に向けて尽力。2018年8月 「兵庫の未来と福祉行政課題」と題し兵庫大学で講演。2020年6月  新型コロナウイルスの感染拡大防止に係る医療体制の充実や、休業要請に応じた事業者への追加支援、新しい生活様式『ひょうごスタイル』の浸透などを目指すことを発表。副知事時代はとりわけ福祉・医療分野について貢献し、井戸敏三知事を支えた。

## 兵庫県知事選挙
井戸の5期目満了に合わせて行われる兵庫県知事選挙に立候補するため、2021年3月に兵庫県議会で「新たな志を持って、兵庫県のために身を捧げたい」と表明し、副知事を辞職。「ポストコロナ時代において、危機管理体制を再構築し、デジタル革新の加速、産業競争力の強化、分散型社会への転換などを進めていかなければならない」と述べ、意欲を示した。他の候補者では、元総務官僚で大阪府財政課長を務めた斎藤元彦が、日本維新の会からの推薦を受けた。4月に、井戸が金沢支持を明確にするとともに、自由民主党兵庫県連が、金沢の推薦を党本部に求めた。しかし、党本部は斎藤の推薦を決定し、県議自民会派は知事選の対応から分裂した。立憲民主党県議も、所属する「ひょうご県民連合」は、斎藤支持を表明するも、立憲の支援団体である連合兵庫は、金沢の行政経験を評価し、推薦を決定するなど、対応が割れる事象が相次いだ。金沢が、党の方針に反発した自民県議や旧民主系議員、県庁OBらと選挙活動を展開し、政党色を打ち消す一方、斎藤には政党幹部が次々と来援した。7月18日に投開票され、金沢は斎藤に敗れた。兵庫県知事は、井戸まで4代59年にわたり副知事経験者が務めてきたが、ここで途絶えた。斎藤の当選確実が伝えられた後、金沢は「私の力不足。本当に申し訳ない」と頭を下げ、「限られた時間の中で、思うように支持を広げられなかった」と悔しさをにじませた。
同年11月 姫路女学院中学校・高等学校を運営する学校法人摺河学園特別顧問に就任した。